# Athénée Charles Janssens
Pour les articles homonymes, voir ACJ.
L’athénée Charles Janssens (ACJ) est un établissement scolaire secondaire de la commune d’Ixelles à Bruxelles. 

## Histoire
L'athénée doit son nom à Charles Janssens, ancien bourgmestre de la commune d’Ixelles mais il a d’abord ouvert ses portes sous le nom d’école du commerce,. Il fut ensuite appelé « École de Commerce Charles Janssens » dans les années 1950, puis « Institut Charles Janssens » avant de prendre son nom actuel en 1981.
C'est en 1890 qu’Ixelles créa des cours pour les élèves ayant terminé leur primaire. Ils furent d'abord installés rue Malibran sous le nom école primaire supérieure avant qu'un nouveau bâtiment soit construit. Celui-ci ne devint du secondaire qu'après la première guerre mondiale.
Dans les bâtiments adjacents se trouvait à l'époque l'École Eugène Flagey, école préparatoire à l'Athénée, nommée en l’honneur d’Eugène Flagey, lui aussi bourgmestre de la commune.  C’est dans cette école qu’a étudié Hergé,,, le célèbre auteur de Tintin. Une fresque murale de ce personnage de bande dessinée a été dessinée dans le préau de l’athénée. L'autre préau est dédié à Charles Janssens.
L'école propose aujourd'hui un enseignement secondaire général, technique de qualification, technique de transition et professionnel et dispose d'un partenariat avec l'académie d'Ixelles. Cela permet d'offrir aux étudiants des options telles que théâtre, art de la parole...
En janvier 2012, l'athénée Charles Janssens reçoit le label entreprise éco-dynamique.

## Bâtiment
L’athénée Charles Janssens se situe dans un édifice éclectique.

### Histoire de la rue Major René Dubreucq
L’entrée principale de l’athénée Charles Janssens se situe dans la rue Major René Dubreucq. Cette dernière est un axe qui relie la chaussée de Wavre et la place de Londres. Le démantèlement des fortifications du pentagone de Bruxelles, et donc l’agrandissement de la ville, a créé en 1830 cette rue. Elle ne portait pas le nom de Major René Dubreucq à l’origine mais le nom rue de Vienne. En effet, elle est baptisée ainsi après la 1re guerre mondiale en l’honneur du Major Dubreucq. Durant la seconde partie du XIXe siècle, lors de l’urbanisation des faubourgs de Namur, des bâtiments y ont été construits.

### Histoire du bâtiment
En 1889, avant la construction de l’édifice actuel du numéro 35 rue Major René Dubreucq, l’emplacement était occupé par l’atelier photographique des éditions de cartes postales des photographes Nels,. C’est en 1903 qu’est venu s’implanter l’édifice qui abrite aujourd’hui l’athénée, au numéro 35 et numéro 37. Il a été construit par les architectes belges associés : Henri Vandeveld et Constant Bosmans,. Ce bâtiment est dans un style éclectique, mouvement architectural ces deux architectes du bâtiment, ont manifesté dans d’autres réalisations. Ils ont réalisé ensemble de nombreux bâtiments, par exemple l’Institut de Sociologie Solvay dans le parc Léopold de Bruxelles, aujourd’hui appelé Bibliothèque Solvay dont le bâtiment a été construit en 1902.
Après sa création, le bâtiment a été occupé par différentes institutions. 
Le bâtiment possède trois entrées distinctes : deux du côté de la rue Major René Dubreucq, numéro 35 et numéro 37, et l’autre sur la chaussée de Wavre, numéro 152. Au XIXe siècle, une manufacture de porcelaine, fondée par Théodore Faber, occupait l’entrée de l’athénée communiquant avec la chaussée de Wavre. À côté de cette entrée, se trouve le musée Camille Lemonnier et la maison des écrivains.
Une fresque murale de Tintin a été dessinée dans le préau de l’athénée, Hergé ayant étudié dans l'école Eugène Flagey, école primaire se trouvant précédemment dans les bâtiments de l'athénée. L'autre préau de l'athénée est dédié à Charles Janssens.
C’est en 1946 que l’édifice a accueilli l’actuel athénée Charles Janssens, c’est-à-dire une école secondaire.
L’entrée principale de l’athénée Charles Janssens se situe rue Major René Dubreucq, mais donne directement sur la place de Londres. La façade du numéro 37 est en recul par rapport à la rue et crée ainsi un espace d’accueil. Dans cet espace, des bâtiments annexes viennent dialoguer avec l’athénée.  Le sol de cette place est uniformément recouvert de pavés classiques et un arbre a été planté en son centre. Un projet d’aménagement de cet espace a été proposé en 2019. La façade du numéro 37 contenant l'entrée principale forme une porte monumentale pour l'athénée se dressant vers la place de Londres qui se trouve en face .
L’athénée s’étend à travers l’îlot, de la rue Major René Dubreucq jusqu’à la chaussée de Wavre, au milieu duquel se trouvait à l'origine une cour plantée de cerisier. Il y a une troisième entrée qui se trouve sur la chaussée de Wavre plus petite et plus discrète. En effet, elle fait partie d’un bâtiment composé uniquement d’un rez-de-chaussée et possédant une seule travée.
Les trois entrées de l’athénée se trouvent sur des corps de bâtiments différents. Les élévations et les ornements de ceux-ci sont tous différents.

### Description de la façade rue Major René Dubreucq

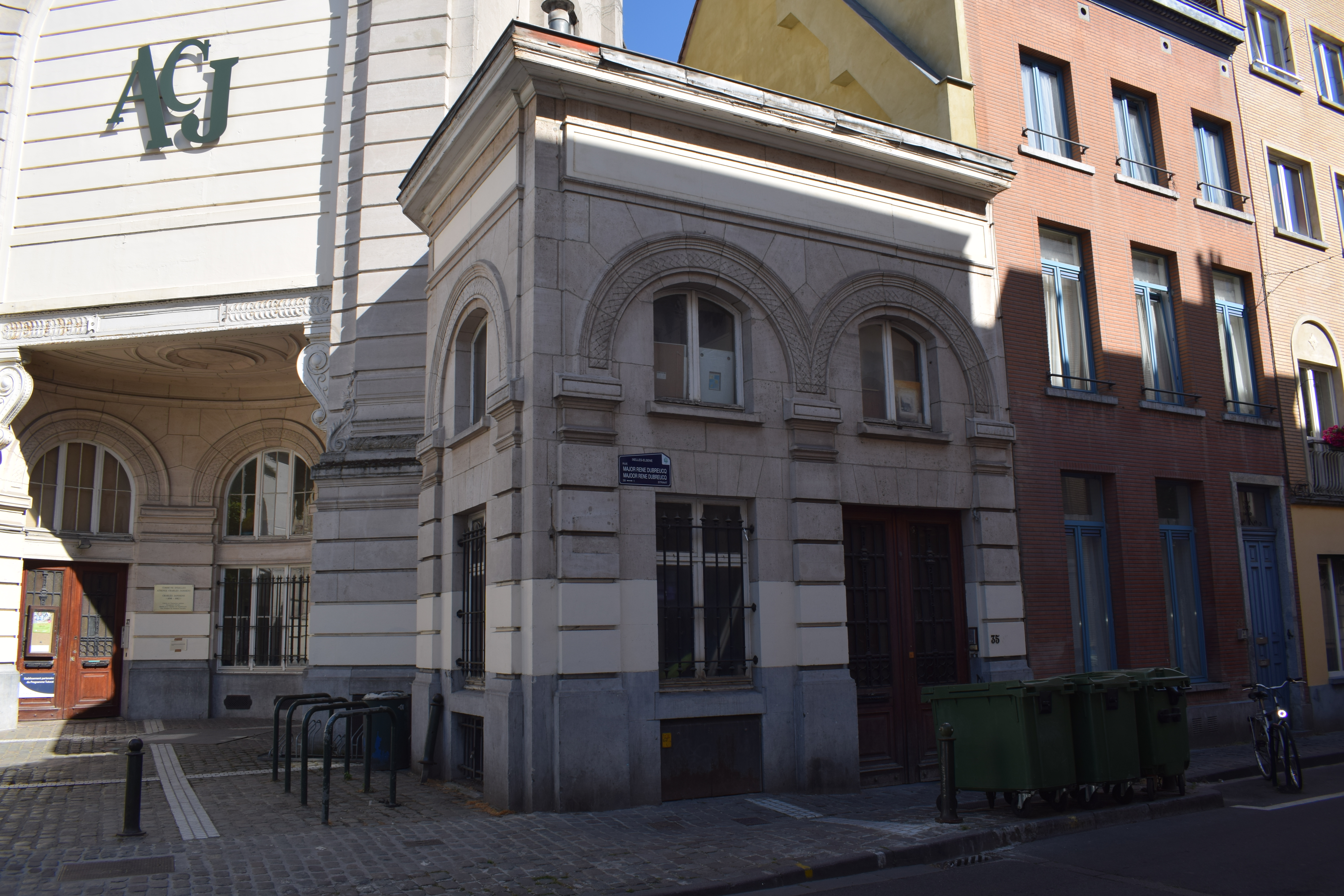
Bâtiment à front de rue

Le 1er bâtiment donne sur la rue Major René Dubreucq. Il possède trois travées qui se développent sur deux supports verticaux. Un des supports se trouve à front de rue et l’autre donne sur l’espace créé par le recul de l’entrée principale. Sur la façade à front de rue se trouve une porte à deux battants. Cette entrée est de taille semblable à celles des habitations de la rue. Le bas de la façade présente un soubassement lisse en pierre bleue et est percé de jours de cave. Le reste de l’élévation est recouverte de pierres de taille, disposées avec un appareillage régulier, et des lignes de refends.
Des pilastres sont dessinés sur la façade et supportent des arcs en plein-cintre. Ceux-ci sont décorés avec des dessins de tissage. Le fût de chaque pilastre possède un bossage.
Au rez-de-chaussée, il y a des baies de fenêtres rectangulaires avec des appuis en pierre.

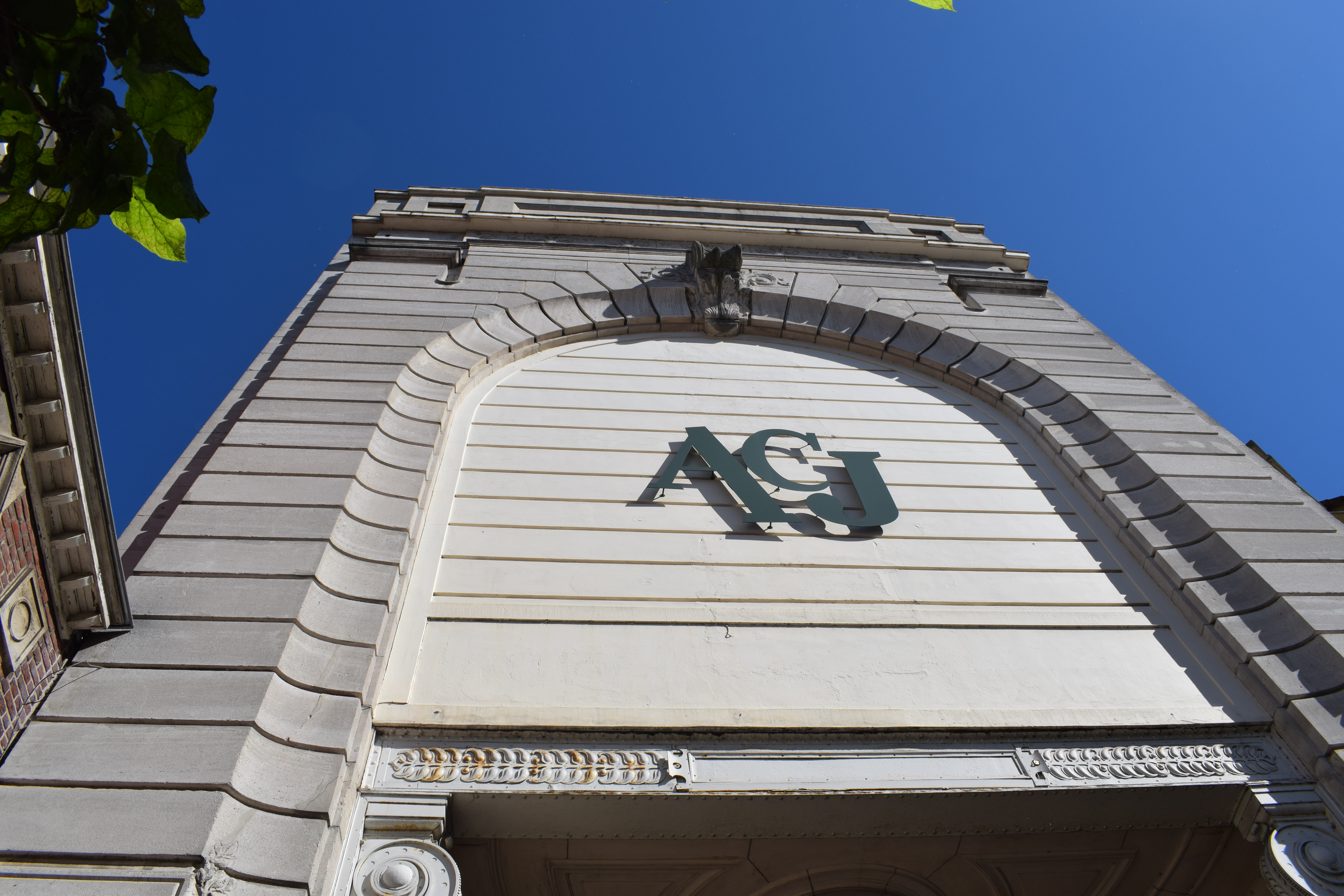
Vue détaillée de la façade principale

À l’étage, la baie a un arc surbaissé qui se trouve en dessous de l’arc en plein-cintre soutenu par les pilastres. Au-dessus des fenêtres de l’étage se dresse une table vierge. Un entablement classique vient terminer ce volume.
Le deuxième bâtiment se trouve légèrement en retrait par rapport à la rue et est deux fois plus haut que celui devant lui. La façade est composée de pierres de taille continues et de lignes de refends, à l’exception du bas où un soubassement en pierre prend place. Il y a des soupiraux d’allèges dans cette partie de la façade . Le milieu de cette façade possède une ouverture imposante encadrée sur le haut par des consoles avec des volutes rentrantes et des volutes sortantes. Celles-ci soutiennent un linteau droit. Au-dessus de ce linteau est dessiné un arc en plein-cintre, en dessous duquel sont inscrites les initiales de l’école. Au sommet de cet arc, il y a une console. Plus haut sur la façade, une moulure pleine à réglet marque la façade. Le bâtiment est couronné par un attique.

### Description de la façade chaussée de Wavre

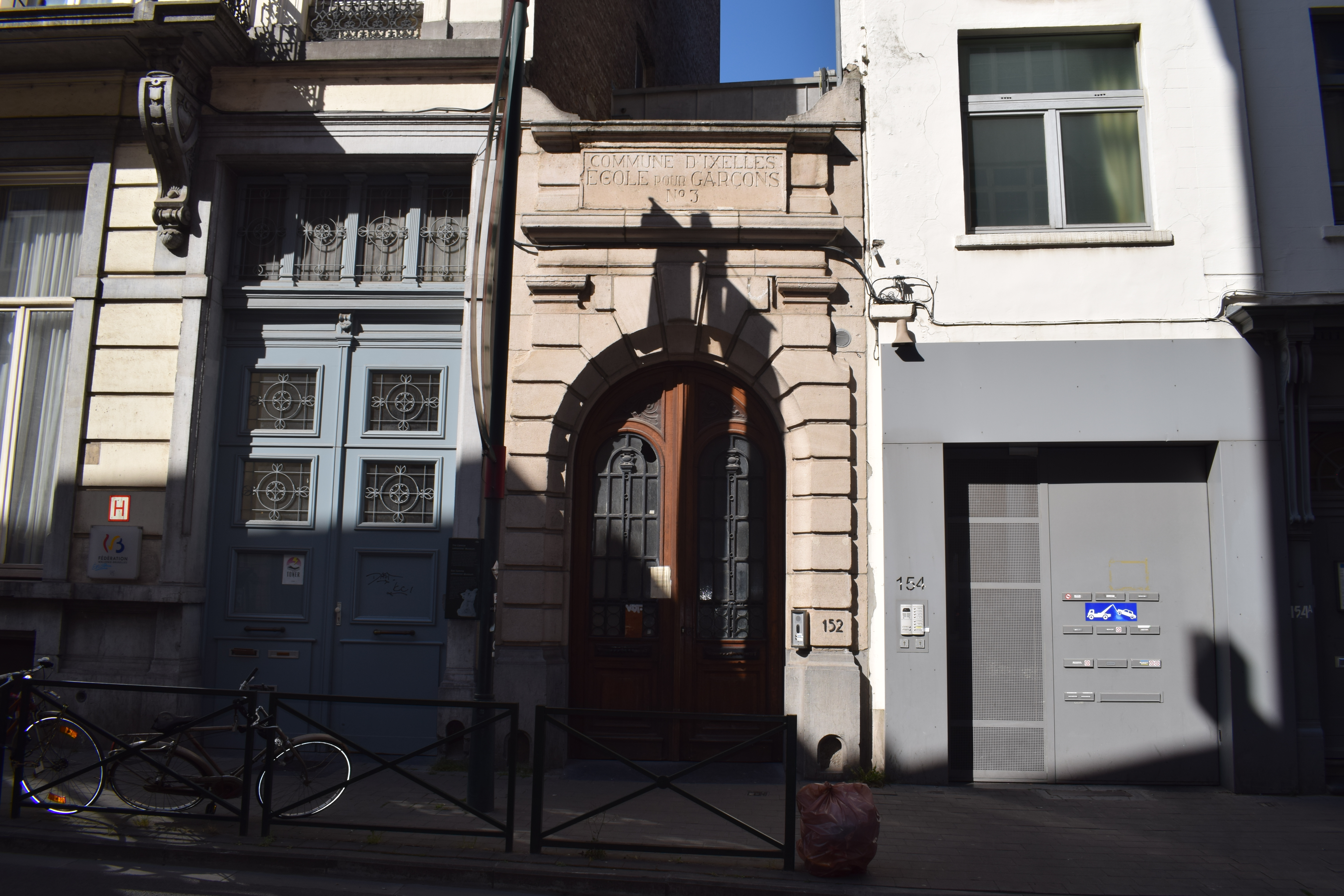
Vue de l'entrée de la Chaussée de Wavre

La façade donnant sur la chaussée de Wavre ne dispose que d’un rez-de-chaussée. Sur le bas de la façade, un soubassement en pierre avec des décrottoirs est présent. La baie de la porte possède un arc en plein-cintre avec une clé de voûte qui a plus de relief que le reste. L’élévation est recouverte d’un bossage continu en pierre. La même type de pierre que pour les façades des entrées de la rue Major René Dubreucq est utilisé. Au-dessus de la porte se dresse un entablement. Un cartouche prend place au sommet de l'édifice. Il est inscrit sur celui-ci « Commune d’Ixelles, école pour garçons no 3 ».

## Photos du bâtiment

Photos du bâtiment
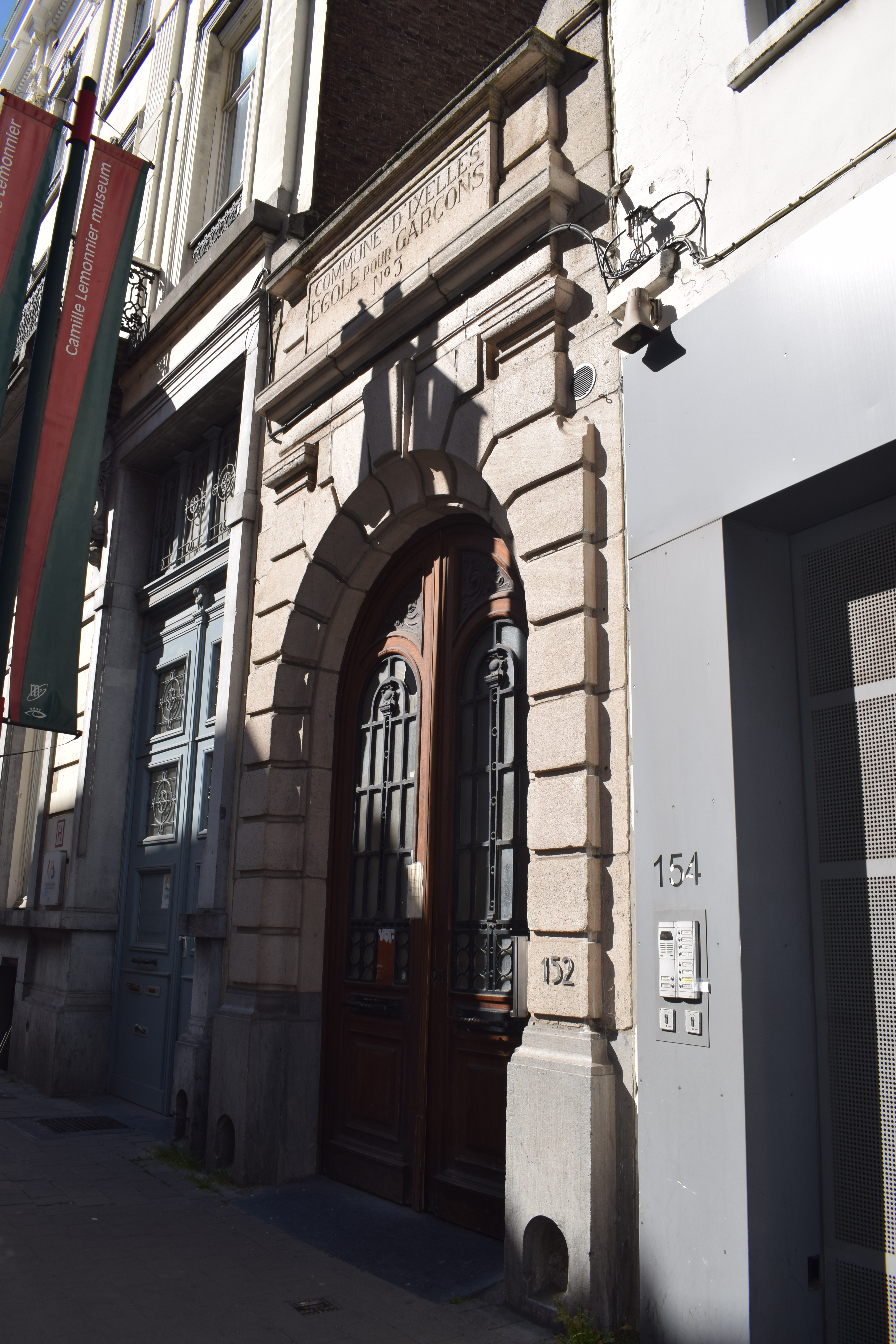
Vue détaillée de la façade de la Chaussée de Wavre
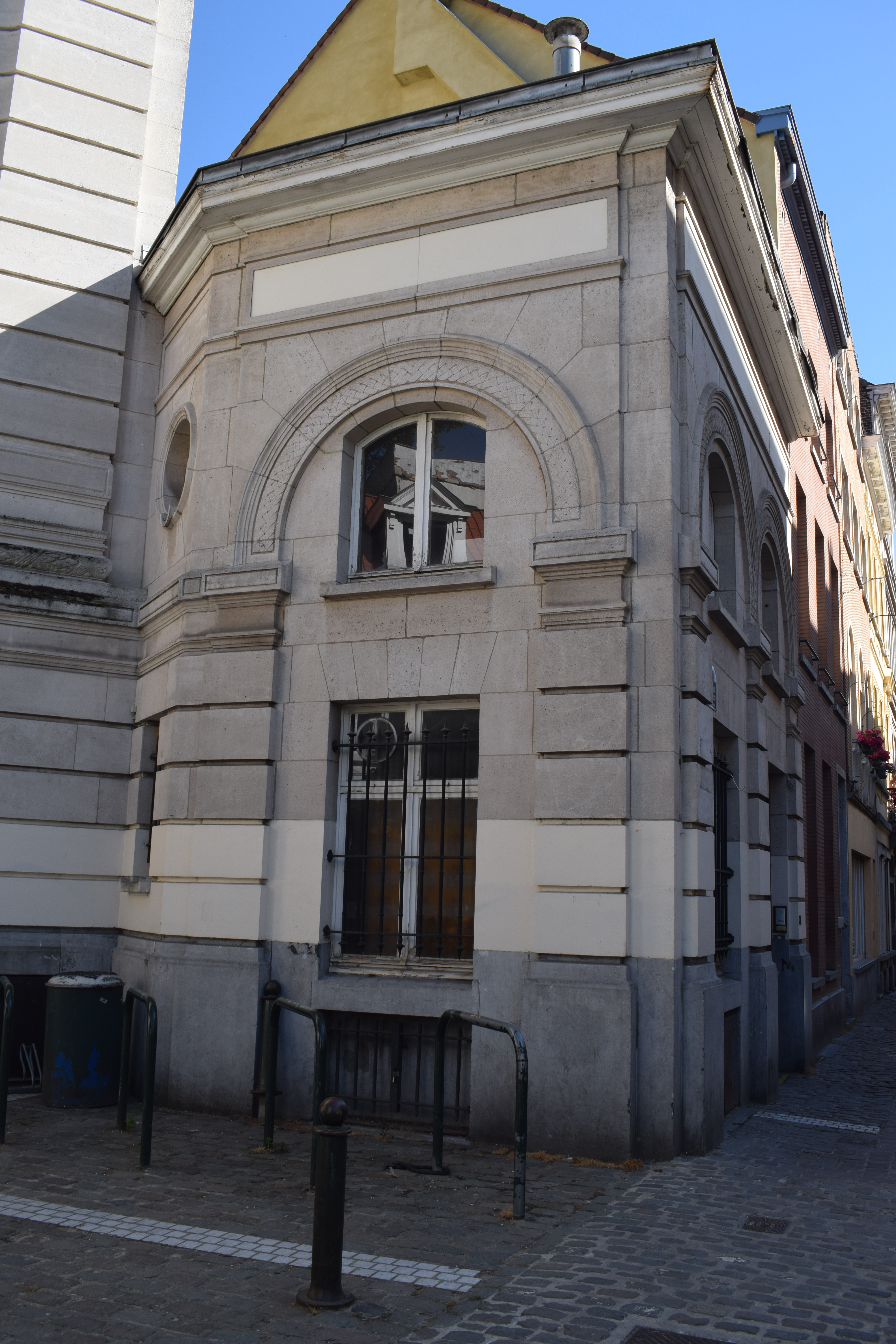
Vue latérale du bâtiment à front de rue
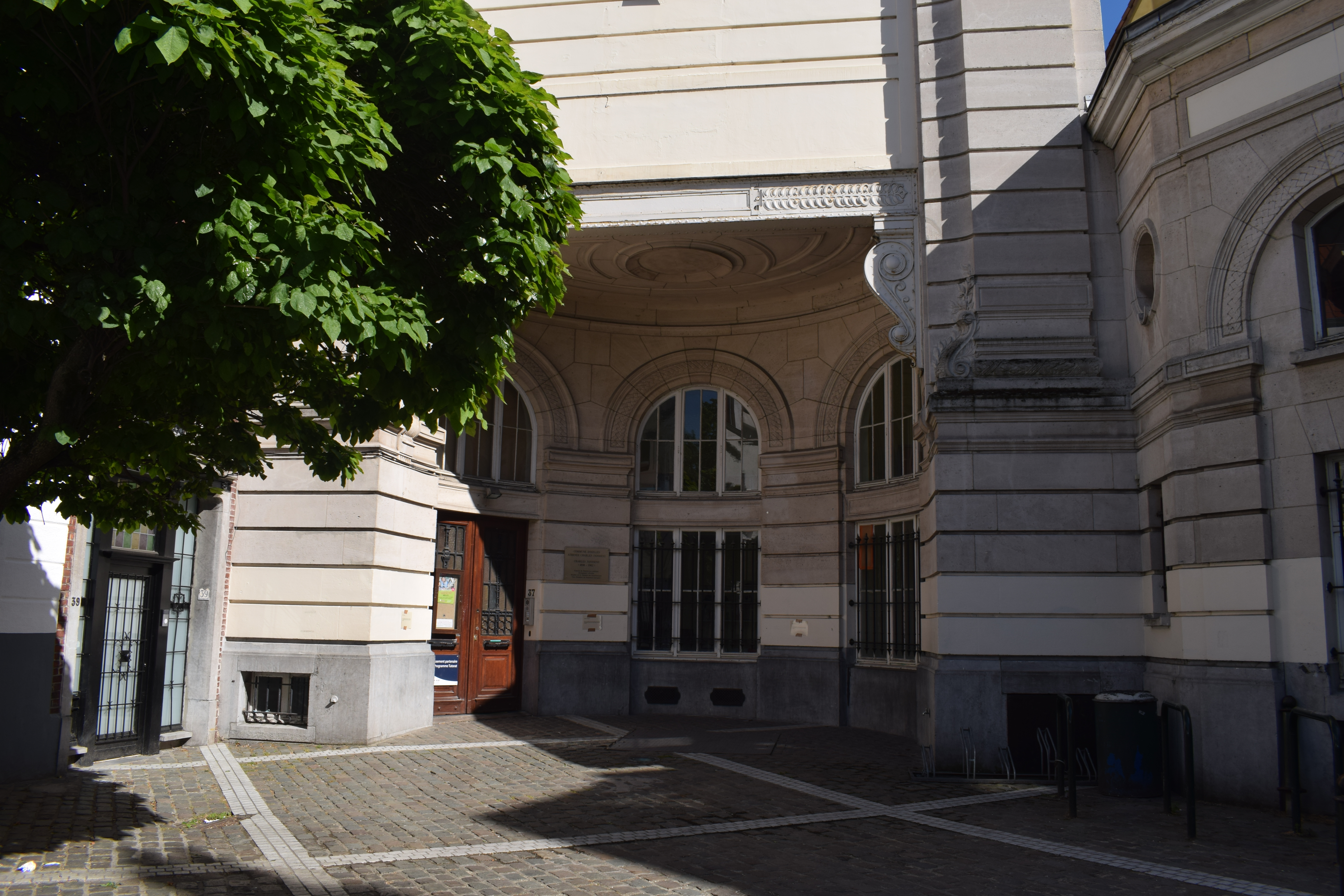
Vue de l'entrée de l'Athénée
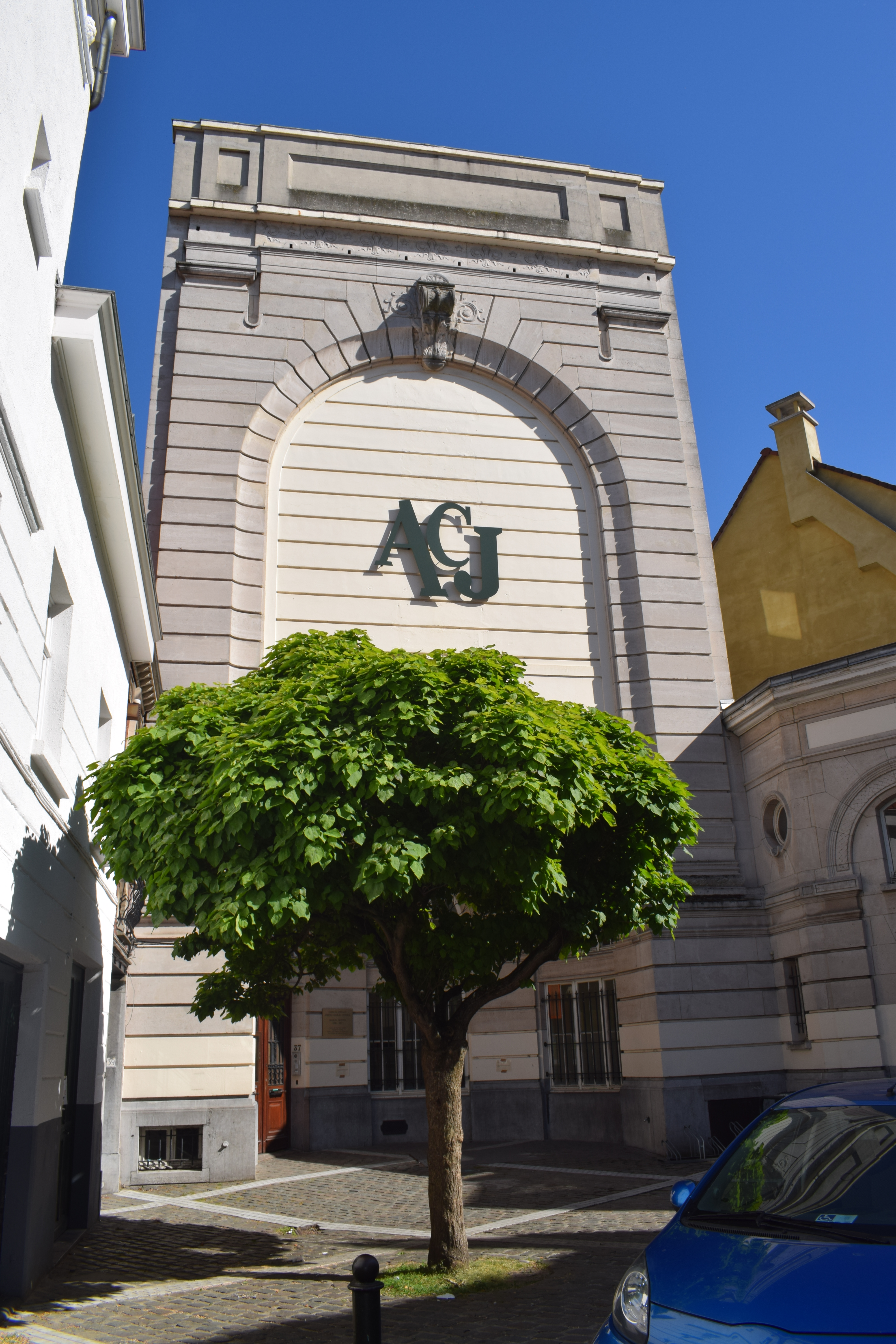
Façade du bâtiment de la placette
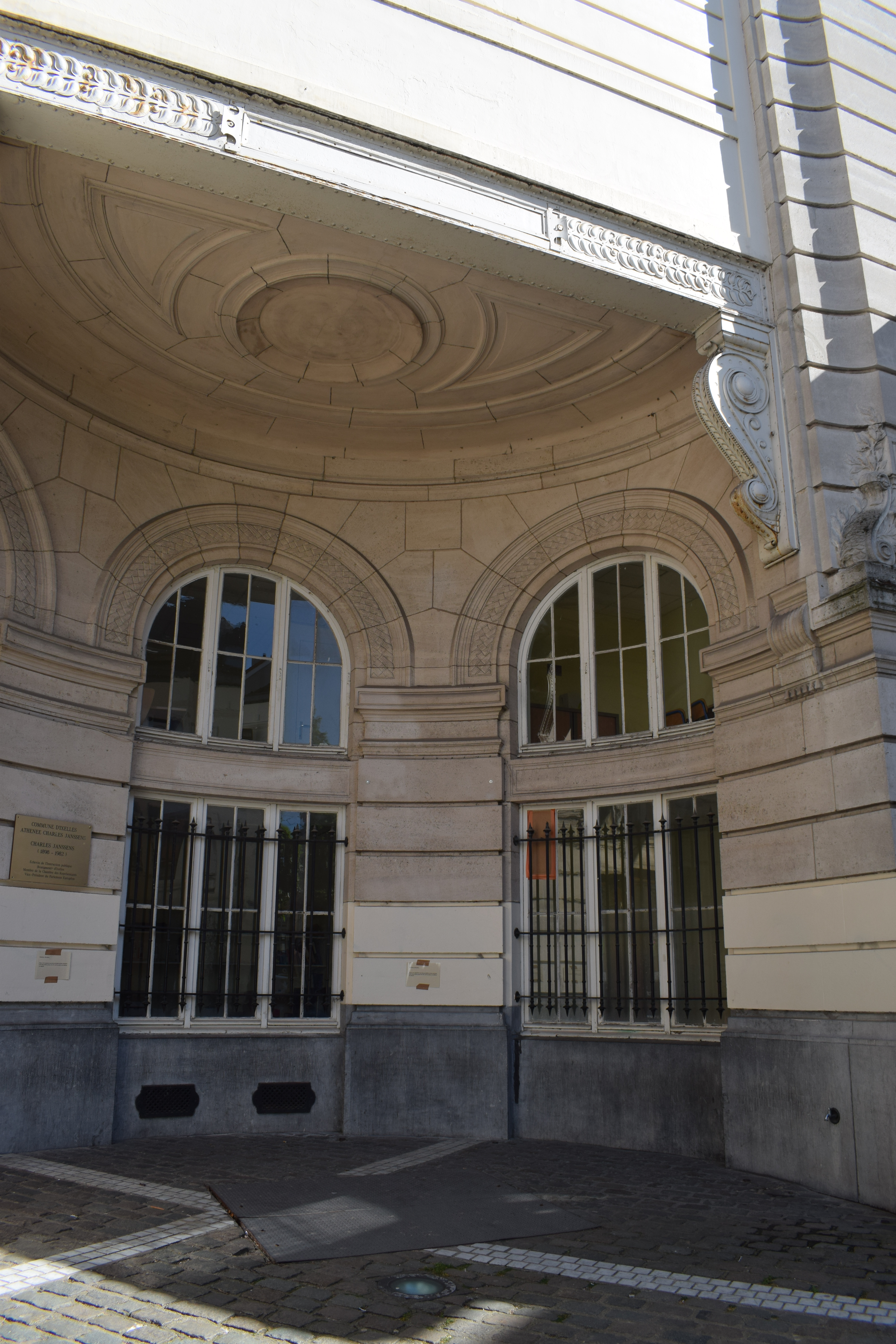
Vue intérieure du renfoncement du bâtiment principal

## Accès
Ce site est desservi par la station de métro : porte de Namur à 7 min à pied et la station de métro : Trône à 6 min à pied.